# Danny Quinn
Daniele Anthony Quinn (n. 16 aprilie 1964, Roma, Italia), cunoscut ca Danny Quinn, este un fotomodel, actor și regizor italian.